# Stratus fractus

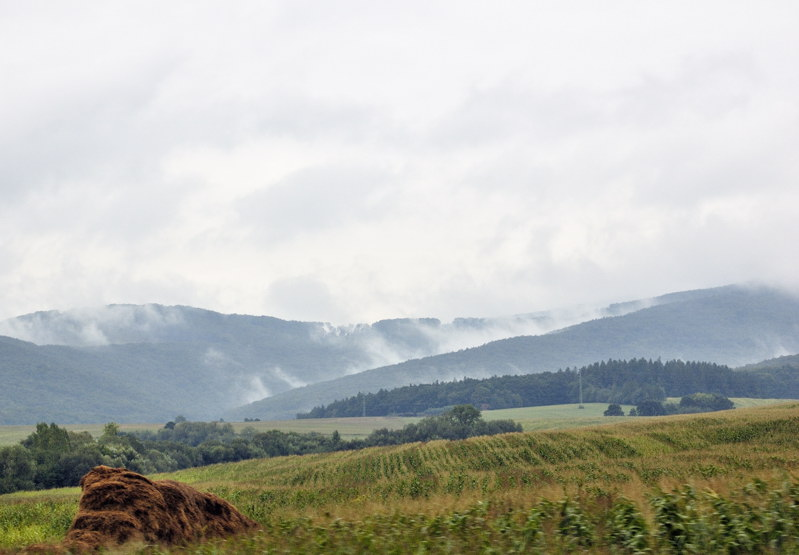
Stratus fractus w górach

Stratus fractus – gatunek chmur Stratus. Podobnie jak chmury Stratus nebulosus, występują na niskim poziomie 0 − 600 m. Jednak w odróżnieniu od nich mają postać niskich strzępków, a nie mglistej zasłony. Z czasem strzępy stają się coraz liczniejsze i mogą utworzyć niską warstwę chmur przysłaniającą niebo na znacznym obszarze. Mogą jednak mieć formę małych kłaczków, szybko przesuwających się z wiatrem. Stratus fractus mają zdolność do szybkiego i częstego zmieniania kształtu. Jeżeli występują z obniżającymi się chmurami Nimbostratus, Altostratus lub Cumulonimbus określane są jako pannus. Często chmurom Stratus fractus towarzyszy opad mżawki lub śniegu ziarnistego. Nie należy mylić ich z chmurami Cumulus fractus, występującymi wyżej.
Dawniej chmury te określano także nazwą Fractostratus, jednak Międzynarodowy atlas chmur z 1975 roku uznaje ją za przestarzałą.